# História do anarquismo
A história do anarquismo tem sua origem em um contexto particular da segunda metade do século XIX, que implicou mudanças sociais amplas e significativas. Durante o século XIX, o capitalismo desenvolveu-se e globalizou-se, a partir da integração das estruturas econômicas mundiais, dentro de marcos estabelecidos pela Segunda Revolução Industrial; ao mesmo tempo, os Estados Modernos consolidam-se e levam a cabo uma expansão imperial significativa ligada em grande parte ao aumento da produção mundial e às novas tecnologias desenvolvidas. Tais processos são acompanhados por um crescimento significativo da imigração de trabalhadores, com aumentos sem precedentes na migração trans-oceânica e intracontinental e, ao mesmo tempo por um desenvolvimento significativo das tecnologias em geral, em especial dos transportes e das comunicações. A promoção do racionalismo e a circulação de valores modernos como a liberdade individual e a igualdade perante as leis, que ganham relevância com a Revolução Francesa e contribuem com o enfraquecimento da influência religiosa na sociedade  também são aspectos a serem levados em conta no contexto de surgimento do anarquismo, assim como a reorganização das classes sociais e seu protagonismo em conflitos nas cidades e nos campos, que em geral, acabam contribuindo com o fortalecimento da noção de que a ação humana poderia modificar o futuro e, em especial, os conflitos de classe fortaleceram a noção de que os oprimidos, por meio de sua ação, poderiam transformar a sociedade, noção favorecida pelo próprio surgimento e desenvolvimento das ideias socialistas durante o início do século XIX. Nesse contexto, surgem movimentos que, não se sentindo contemplados pelas ideologias políticas em voga, desenvolvem, a partir de uma inter-relação prática-teórica, os elementos fundamentais do anarquismo, que surge no seio da Associação Internacional dos Trabalhadores (AIT) no final da década de 1860 através da radicalização do mutualismo proudhonista. O anarquismo, entre 1868 e 1894, já havia se desenvolvido significativamente e também havia sido difundido globalmente, e exerceu, até 1949, grande influência entre os movimentos operários e revolucionários, embora tenha continuado a exercer influência significativa em diversos movimentos sociais do período pós-guerra até a contemporaneidade, entre fluxos e refluxos.

## Antecedentes
Alguns autores vem identificando elementos considerados anarquistas em alguns autores anteriores a segunda metade do século XIX, como por exemplo, Lao Zi, Chuang-Tzu, Zenão de Cítio, Diógenes de Sínope e os demais cínicos, além de François Rabelais, Étienne de La Boétie, William Godwin e Max Stirner; também apontam-se elementos do anarquismo em movimentos religiosos como os dos anabatistas e o dos hussitas, e em movimentos radicais como o dos Escavadores de Gerrard Winstanley e o dos enragés de Jacques Roux na Revolução Francesa. O proeminente anarquista russo Piotr Kropotkin, ao buscar pelas origens do anarquismo, procurou encontrá-las não em filósofos isolados, mas sim nas massas populares anônimas. Kropotkin afirma que, através dos tempos, sempre houve duas correntes de pensamento e de ação em conflito nas sociedades humanas, sendo elas, de um lado a tendência ao apoio mútuo, exemplificada pelos costumes tribais, pelas comunidades aldeãs, pelas guildas medievais e por todas as outras instituições que Kropotkin afirmou serem "criadas e mantidas não através de leis mas pelo espírito criativo das massas"; e do outro lado, a tendência ao autoritarismo, representada pelas elites e governantes. Kropotkin afirma, assim, que as raízes do anarquismo remontam aos tempos pré-históricos e a partir disso passa a analisar toda a gama de movimentos rebeldes até os primeiros sindicalistas franceses ao tentar construir a sua história do anarquismo. Entretanto, novos historiadores do anarquismo têm criticado tais abordagens, argumentando que muitos dos filósofos considerados "pré-anarquistas", tais como Godwin e Stirner, não tiveram qualquer impacto significativo no desenvolvimento do anarquismo, sendo resgatados pelos militantes anarquistas posteriormente, quando o anarquismo já estava bem estabelecido globalmente, e ainda que abordagens como as defendidas por Kropotkin seriam "ahistóricas", argumentando que a ideologia e o movimento anarquista são fenômenos relacionados ao contexto histórico particular da segunda metade do século XIX.

O francês Pierre-Joseph Proudhon é considerado o precursor do anarquismo

O socialismo utópico de Charles Fourier influenciou fortemente os primeiros anarquistas, inclusive Pierre-Joseph Proudhon, cujo pensamento teve um impacto significativo entre os trabalhadores do século XIX e constituiu as bases do anarquismo. As teorias econômicas de Proudhon criticam a propriedade privada, a exploração e interpretam a sociedade de classes e o processo de luta de classes, afirmando que o "regime proprietário", colocando em oposição as classes sociais, tem como fundamento a "exploração do homem pelo homem". Juntamente com a sua crítica econômica, Proudhon criticou o Estado e o governo, unindo numa mesma crítica, desde suas primeiras obras, a propriedade capitalista e o estadismo governamentalista, relacionando o capitalismo, a "exploração do homem pelo homem", e o estadismo, "governo do homem pelo homem”. Há também em Proudhon a crítica à religião e a educação, que para ele, atuam como instrumentos de legitimação do capitalismo e do Estado. Para a solução do que chamou de "problema social", Proudhon propõe o mutualismo na economia e o federalismo na política, de modo que a os trabalhadores viessem a se organizar em uma sociedade que se auto-gerisse economicamente e se auto-administrasse politicamente. O mutualismo federalista de Proudhon teria ainda como objetivo que "o trabalho do povo", "a sociedade trabalhadora" tornem-se a força maior que inverta as "fórmulas atuais da sociedade e envolva o capital e o Estado e os subjugue", de modo que os trabalhadores, organizados de baixo para cima em associações mutuais (agrícolas e industriais de produção, de consumo e de crédito), deveriam “simultaneamente inverter as relações do capital e do trabalho e inverter as relações do governo e da sociedade". Entretanto, há aspectos na obra de Proudhon que o distanciam do anarquismo, tais como posturas ambíguas em relação ao processo revolucionário, ora defendendo a violência e revolução social e ora defendendo um processo gradual de mudança através de cooperativas mutualistas; ao próprio Estado, que em alguns momentos é duramente criticado e em outros considera-se a sua existência, ainda que de maneira descentralizada; além de ter sustentado, em alguns momentos, conciliações entre a burguesia e o proletariado. Entretanto, a crítica da dominação e a defesa da autogestão, além de sua ênfase na organização autogestionária e federalista dos trabalhadores constituíram as bases do anarquismo, que surge no seio da Associação Internacional dos Trabalhadores (AIT) no final da década de 1860, com a radicalização do mutualismo proudhoniano.

## A Associação Internacional dos Trabalhadores e o desenvolvimento do anarquismo
Em meio a esse contexto histórico, em setembro de 1864, um número significativo de operários reunidos no St. Martin's Hall, em Londres, funda a Associação Internacional dos Trabalhadores (AIT), conhecida posteriormente como Primeira Internacional. A AIT tinha por objetivo criar um organismo internacional no qual a classe trabalhadora pudesse se associar para discutir projetos comuns, constituindo um espaço que propiciou as condições para o surgimento do movimento anarquista, alguns anos após sua fundação. No início, as organizações operárias que integravam a AIT eram muito distintas entre si, incluindo sindicalistas reformistas, republicanos e democratas radicais, mutualistas proudhonianos e comunistas.. Em um primeiro momento, a organização buscou articular-se em níveis locais, por meio de suas seções, e após o estabelecimento de suas bases de acordo passa a agir internacionalmente. Em um primeiro momento, são realizados congressos anuais a partir de 1866.
O primeiro congresso, realizado em Genebra, na Suíça, aprovou os estatutos gerais da associação, deliberou pela estrutura federalista e foi reconhecida a função fundamental dos sindicatos, por constituírem eficientes centros de organização e luta da classe trabalhadora eficientes centros de organização e luta da classe trabalhadora. O segundo congresso, ocorrido em Lausanne no ano de 1867, foi marcado pela forte presença dos mutualistas, que deliberaram o estímulo às cooperativas de crédito e de produção, nas quais se deveria fazer penetrar o espírito mutualista e federalista. Já o terceiro congresso, realizado em Bruxelas, na Bélgica, em 1868, marcou um momento de radicalização da AIT, onde foram aprovadas resoluções sobre a socialização dos meios de produção e o incentivo à criação de novos sindicatos e ao ingresso das massas na AIT. Nesse congresso, a AIT recomendou o método federalista, devendo as decisões nos sindicatos ser tomadas pelas bases e com as delegações submetidas ao controle dos trabalhadores e também foi sugerido o uso da greve geral como instrumento revolucionário. Os próprios movimentos populares que constituíam as bases da AIT haviam se radicalizado nesse período.
O Congresso de Bruxelas havia representado o triunfo do coletivismo sobre o mutualismo no seio da AIT, consolidado pela radicalização de muitos antigos mutualistas proudhonianos e no Congresso da Basileia de 1869, que contou com a presença de Mikhail Bakunin e outros coletivistas da Aliança da Democracia Socialista (ADS), que haviam acabado de romper com a Liga da Paz e da Liberdade e apresentado um pedido de adesão à Internacional, inicialmente rejeitado, sob o argumento de que a Aliança da Democracia Socialista também era uma organização internacional por si mesma, e apenas organizações nacionais eram permitidas enquanto membros da AIT; a Aliança então foi dissolvida e os vários grupos que a formavam uniram-se à Internacional separadamente. A Aliança é tida como a primeira organização específica anarquista e seu programa buscava estimular organizações de massas e veículos de propaganda pública e, ao mesmo tempo, articular uma organização política que teria como objetivo fortalecer a intervenção da ADS entre as massas. Seus militantes foram os responsáveis pela criação de seções da AIT em países onde ela ainda não existia, como na Espanha, na Itália, em Portugal e mesmo na América Latina através de correspondências, além da criação de novas seções em países onde a associação já operava, como a Federação do Jura na Suíça. Criando ou participando das seções da AIT, esses anarquistas promoveram programas que sustentavam a necessidade de mobilizações amplas de trabalhadores, articulados em movimentos classistas, para a realização de lutas populares combativas, independentes e organizadas em bases federalistas que fossem capazes de proporcionar conquistas imediatas aos trabalhadores e também caminhar rumo à revolução social e ao socialismo, passando necessariamente pela derrubada do capitalismo e do Estado.
Desde o Congresso da Basileia de 1869, os conflitos entre os federalistas, dentre os quais se encontravam os anarquistas coletivistas, e os centralistas, que se encontravam fundamentalmente ao redor do Conselho Geral, se tornaram cada vez maiores. A Conferência de Londres, realizada em 1871, que teve participação restrita, sem representação das seções, constituiu as bases da cisão que se daria em 1872, no quinto congresso da AIT, em Haia. Esse congresso marcou a cisão definitiva da Internacional e do próprio movimento operário europeu; os centralistas, que exerciam influência nas seçẽs da Alemanha, Inglaterra e algumas dos Estados Unidos decidiram transferir o Conselho Geral de Londres para Nova Iorque, declarando morta a Internacional em 1876; os federalistas, que exerciam influência nas seções da Espanha, Itália, Bélgica, Suíça, França e também algumas dos Estados Unidos, fundaram ainda em 1872 a Internacional de St. Imier, que esteve ativa até 1877 e operou sob princípios federalistas. Foi com a formação da Internacional de St. Imier que o anarquismo atingiu sua maturidade plena, tornando-se um corpo teórico que organiza, sistematiza, representa e justifica a luta, e os métodos de luta, para chegar a uma pretendida transformação profunda da sociedade.
De modo geral, durante a sua existência, AIT havia estabelecido uma estrutura orgânica, com presença em diversos países, articulando permanentemente trabalhadores e movimentos classistas, internacionalistas e que, em meio às suas produções teóricas e práticas, amadureceram e radicalizaram suas posições. As mobilizações locais de trabalhadores tiveram o apoio da associação e estimularam a solidariedade entre os operários; experiências positivas e negativas foram utilizadas como base de reflexão crítica para a continuidade do movimento e discutiram-se questões centrais do movimento operário em geral, e do socialismo em particular, elementos que foram imprescindíveis para o surgimento e o desenvolvimento do movimento anarquista. Os militantes da Aliança da Democracia Socialista, atuando através da AIT, tiveram um papel determinante na difusão do anarquismo em diversas partes do mundo, especialmente na Europa, atuando de maneira significativa para o estabelecimento e crescimento das seções da Internacional na Espanha, Itália, Portugal e Suíça, onde ocorrem os primeiros grandes marcos históricos do movimento anarquista.

## Primeira onda (1868 - 1894)
O movimento anarquista surge no seio da Internacional, entre os coletivistas, por obra dos militantes da Aliança da Democracia Socialista que é difundido por diversos países, principalmente na Europa e também através de correspondências em países fora do continente europeu, entre 1868 e 1872. Nesse período, sua maior força encontrou-se na Europa e nas Américas, e sua estratégia fundamental foi o sindicalismo de intenção revolucionária, embora também tenha encontrado força em ações insurrecionais, tanto revoltas armadas como atentados, nas organizações específicas anarquistas, assim como em publicações e outras iniciativas culturais, como a criação de centros de cultura e escolas libertárias.
As primeiras iniciativas do movimento anarquista ocorreram na Europa. Na Espanha, iniciativas relevantes incluem: a Federación Regional Española (FRE), que conseguiu mobilizar um número expressivo de trabalhadores no campo e na cidade; sua herdeira, a Federación de Trabajadores de la Región Española (FTRE), fundada após um congresso operário em 1881 e que adere programaticamente o anarquismo, e que após sua dissolução, deu origem à Organización Anarquista de la Región Española. As Revoltas Cantonalistas de 1873, que buscaram estabelecer por meio das armas um federalismo radical, implicando a autonomia das cidades e dos cantões, contaram com a participação determinante dos anarquistas em Granada, Sevilha, Málaga e Alcoi. Na Itália, destacam-se: o jornal La Campana, a Federação Italiana, federação de seções da Internacional fundada em 1872; a insurreição de Bolonha de 1874 e as insurreições promovidas pelo Bando de Matese em 1877 e a fundação do Partito Socialista Anarchico Rivoluzionario em 1891. Em Portugal, a AIT, criada por obra de delegados da Aliança da Democracia Socialista no país, contava, em 1872, com um grande número de membros. Na Suíça, foi fundada a Federação do Jura em 1871 e em 1879, o períodico Le Revolté.

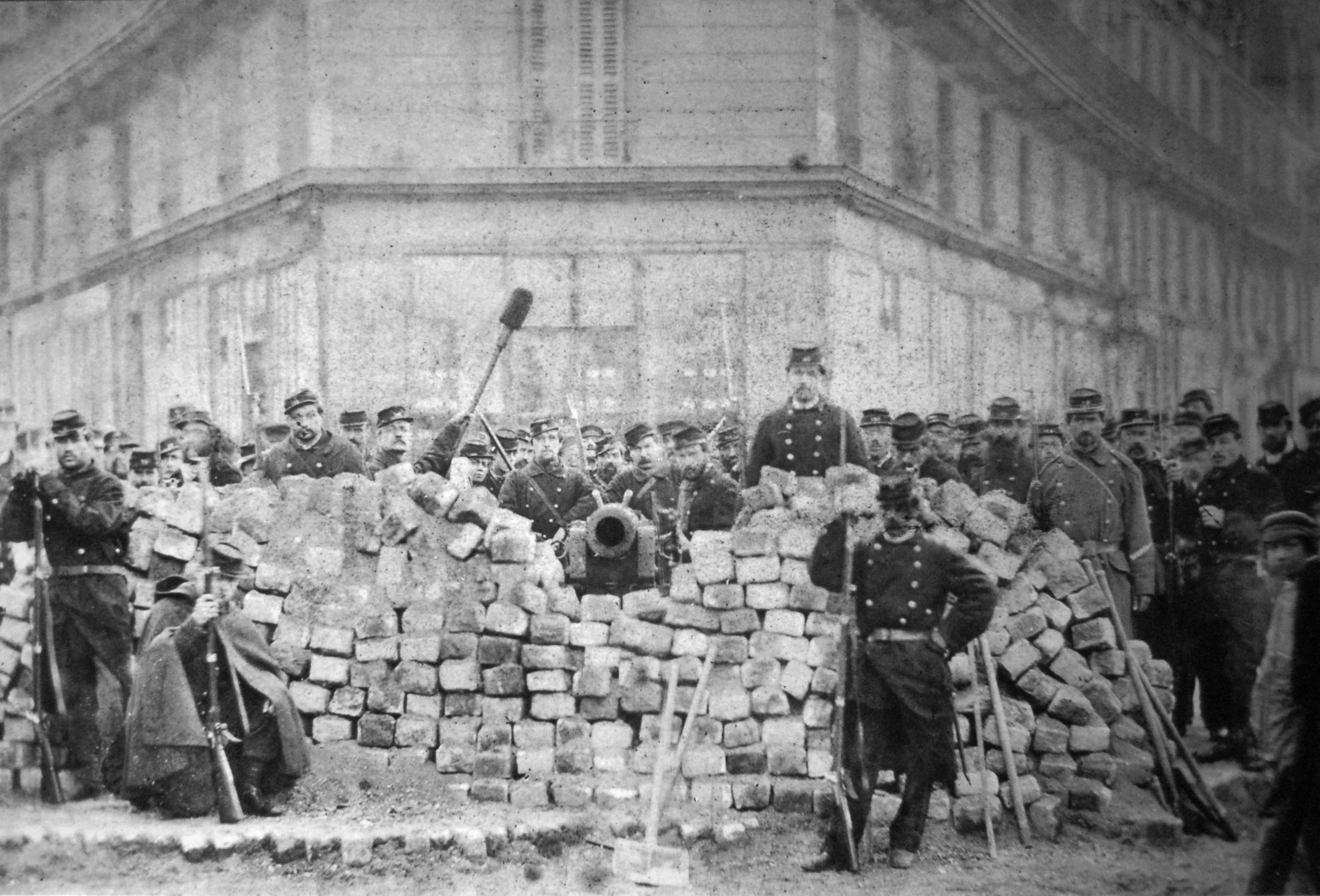
Communards erguem suas barricadas para defender a cidade

O evento mais importante para o movimento operário, e por extensão, para o movimento anarquista europeu desse período, foi a Comuna de Paris. Outras comunas haviam sido proclamadas antes em insurreições em Marselha e Toulouse, entretanto, tiveram existência efêmera. A Comuna de Paris, proclamada em 18 de março de 1871, é considerada o primeiro governo operário da história, e nela tomaram parte muitos membros federalistas da AIT, incluindo alguns anarquistas. Embora estes não estivessem em maioria, o historiador George Woodcock chama a atenção para sua participação nas atividades da Comuna:
Uma importante contribuição às atividades da Comuna e, em particular, à organização dos serviços públicos, foi feita por membros de várias facções anarquistas, incluindo-se os mutualistas Courbet, Longuet e Vermorel, os coletivistas libertários Varlin, Malon e Lefrançais e os bakuninistas Élie e Élisée Reclus e Louise Michel.
A grande repressão que se seguiu à Comuna de Paris — 30 mil mortos, cerca de 40 mil detenções e milhares de fugitivos — arrasou o movimento operário francês, que ingressou numa onda insurrecional, com diversos atentados levados a cabo ao final de 1890. Os principais atentados de anarquistas na França ocorreram entre 1892 e 1894, iniciados por Ravachol e sucedidos por Léauthier, Théodule Meunier, Auguste Vaillant, Émile Henry e Sante Caserio.
Ainda nesse período, o movimento anarquista começa a surgir nas Américas. No México, é fundada já em 1868 a organização anarquista La Social, em 1869 surge o Círculo Obrero e, em 1870, o Centro General de los Trabajadores Organizados, posteriormente chamado de Gran Círculo de Obreros en México (GCOM), o qual constituiu uma expressão de massas do anarquismo mexicano e chegou a ter 50 mil membros. Entre 1877 e 1878, o anarquismo chegou ao seu ápice no México durante a primeira onda, detendo a hegemonia do movimento operário. Em Cuba, o movimento anarquista consolidou-se entre 1883 e 1885, com a fundação da Junta Central de Artesanos (JCA) e do Círculo de Trabajadores de La Habana (CTH); períodicos com El Obrero e El Productor, assim como a organização anarquista Alianza Obrera, inspirada na Aliança da Democracia Socialista, marcam outros bastiões do movimento anarquista cubano nesse período. No início de 1890, os anarquistas cubanos reabrem o CTH com o nome de Sociedad General de Trabajadores e participaram da luta anticolonial e da Guerra de Independência Cubana.
No Uruguai, em 1872, havia já uma seção da Internacional, criada por influência dos anarquistas através de troca de correspondências, e a partir dela é fundada, em 1875, a Federación Regional de la Republica Oriental del Uruguay (FRROU) e, em 1885, a Federación de los Trabajadores del Uruguay, que deu continuidade à sua obra. Na Argentina, o movimento anarquista surge em 1876, com a fundação do Centro de Propaganda Obrera e, depois, do Círculo Comunista Anárquico; visitas de anarquistas italianos ao país em 1887 possibilitaram a fundação do sindicato dos padeiros e também trouxeram para a Argentina o debate entre anarquistas organizacionistas e antiorganizacionistas. No Chile, também em 1872, se forma em Valparaíso uma seção da AIT e o anarquismo começa a se desenvolver em seguida.

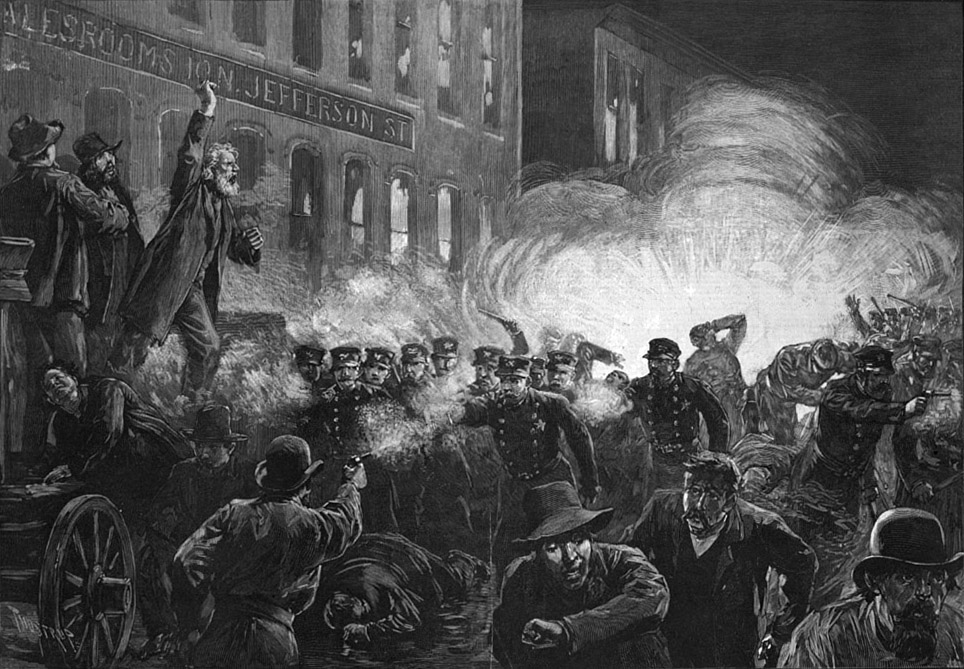
Famosa ilustração da Revolta de Haymarket

Nos Estados Unidos, o movimento anarquista surge com o Congresso de Pittsburgh, em 1883, e com a fundação da International Working People's Association (IWPA), mais conhecida como Internacional Negra, expressão de massas anarquista que, em 1886, chegou a ter 2 500 militantes e contar com 10 000 colaboradores. Outros marcos significativos foram a fundação, em 1884, da Central Labor Union (CLU), que somente em Chicago chegou a ter 28 mil trabalhadores em 1886, e a greve pelas oito horas de trabalho ocorrida em maio daquele mesmo ano, que envolveu cerca de 300 mil trabalhadores ao redor dos EUA e terminou com a condenação à morte de cinco militantes anarquistas em Chicago, após o incidente que ficou conhecido como Revolta de Haymarket. Em 1889, o Primeiro de Maio foi estabelecido pela Segunda Internacional como o Dia Internacional dos Trabalhadores, em homenagem aos cinco militantes anarquista mortos, que ficaram conhecidos como Mártires de Chicago.
Na África, ainda que timidamente, o movimento anarquista surge em 1876 no Egito, com imigrantes italianos que constituíram, em 1877, uma seção da Internacional de St. Imier e, em 1881, o Círculo Europeu de Estudos Sociais. Na África do Sul, a propaganda anarquista surgiu em 1886, por obra de imigrantes ingleses. O anarquismo sul-africano, entretanto, só iria desenvolver-se de forma significativa alguns anos mais tarde.
Dentre os elementos que contribuíram com o refluxo dessa onda, destaca-se a dura repressão aos anarquistas, ocasionada como resposta à Comuna de Paris, aos atentados na França e ao movimento operário nos Estados Unidos, além do fortalecimento das estratégias eleitorais entre os trabalhadores.

## Segunda onda (1895 - 1923)
A segunda onda do movimento anarquista é considerada a maior e mais relevante, marcada pela consolidação do sindicalismo de intenção revolucionária e das organizações específicas anarquistas em tempos de guerra e reação. O contexto em que se insere esse período é o da expansão do capitalismo, potencializada nos anos 1890 com a abertura de colônias africanas e várias partes da Ásia à dominação imperialista. A Primeira Guerra Mundial também teve grande impacto nesse período, e a posição de parte do movimento anarquista, de apoio aos Aliados, gerou conflitos internos relevantes. Durante a guerra, iniciou-se um processo lento de substituições das importações que possibilitou a formação de um incipiente parque industrial em diversos países da América Latina, de modo que o movimento anarquista consolidou-se nessa região através de estratégias e mobilizações anarcossindicalistas e sindicalistas revolucionárias. Nesse período, os anarquistas participam de grandes mobilizações sociais, incluindo as revoluções no México, Rússia e Ucrânia, além de levantes na Macêdonia, que marcaram uma onda massiva de mobilizações crescentes entre 1917 e 1923. Influências individualistas se aproximam dos anarquistas nesse período, em localidades como Alemanha, Estados Unidos, Inglaterra e Rússia.
Em termos internacionais, as duas experiências de maior influência no mundo, e que contaram, em sua formação, com participação anarquista determinante, foram a Confédération Générale du Travail (CGT), fundada na França, em 1895, e que, em 1906, elaborou a Carta de Amiens, que teve impacto significativo no mundo hispano-lusófono; e a Industrial Workers of the World (IWW), fundada em 1905 nos Estados Unidos, que teve um impacto muito relevante no mundo anglófono, mesmo com a cisão de 1908, entre a IWW de Chicago e a IWW de Detroit, que se reproduziu em outros países. A CGT chegou a ter 400 mil membros e 850 mil em 1914; criou estruturas de mobilização sindical e um aparato de educação popular sem precedentes. Já a IWW se estabeleceu na África do Sul, Alemanha, Austrália, Canadá, Chile, Cuba e Nova Zelândia, entre outros países. Outra experiência internacional relevante foi o Congresso Anarquista de Amsterdã, que reuniu 80 delegados da Alemanha, Argentina, Áustria, Bélgica, Boêmia, Bulgária, Estados Unidos, França, Holanda, Inglaterra, Itália, Japão, Polônia, Rússia, Sérvia e Suíça. Vários temas foram debatidos durante o Congresso, em particular sobre as mobilizações do movimento anarquista, a educação popular, a greve geral e o antimilitarismo. Durante o Congresso, houve um debate sobre a relação do anarquismo com o sindicalismo, onde Errico Malatesta e Pierre Monatte enfrentaram-se. Monatte pensava que o sindicalismo era por si próprio revolucionário e criaria as condições para uma revolução social, enquanto Malatesta não considerava o sindicalismo por si só como suficiente, considerando-o reformista e até mesmo conservador. Além disso, em 1922, é fundada, em Berlim, uma nova Associação Internacional dos Trabalhadores, de orientação anarcossindicalista, que em seu auge, chegou a representão mais de um milhão de trabalhadores em diversos países como a Alemanha, Argentina, Chile, Dinamarca, Espanha, França, Holanda, Portugal, México, Noruega, Itália e Suécia.
Na Europa, o esforço dos anarquistas se concentrou, principalmente, na criação e no fortalecimento dos sindicatos de intenção revolucionária. Dentre as experiências relevantes, além da CGT francesa, destacam-se a Nationaal Arbeids-Secretariaat (NAS), na Holanda, que contava com quase 19 mil membros em 1895; a Confederación Nacional del Trabajo (CNT), na Espanha, que adotou um programa sindicalista revolucionário até 1919, ano em que contava com 715 mil membros, e a partir do qual se torna anarcossindicalista; a União Operária Nacional, em Portugal, fundada em 1914, que chegou a 50 mil membros e deu lugar, em 1919, à Confederação Geral do Trabalho (CGT), que chegou a 90 mil membros; a Unione Sindacale Italiana (USI), fundada em 1912, que chegou a 500 mil membros em 1920, e cuja influência anarquista, em geral minoritária em relação aos socialistas, destacou-se na gestão de Armando Borghi; o Freie Arbeiter Union Deutschlands (FAUD), fundado em 1919 e que, em 1922, chegou a 120 mil membros; e a Sveriges Arbetares Centralorganisation (SAC), na Suécia, que em 1922 contava com 32 mil membros.
O continente europeu também foi marcado por uma série de atentados levados a cabo por anarquistas que preconizavam a propaganda pelo ato, especialmente na França e na Itália durante o final do século XIX, e também por agrupamentos especificamente anarquistas, como por exemplo, as francesas Alliance Communiste-Anarchiste e Fédération Communiste Anarchiste, ambas fundadas em 1910; os mais de 200 grupos anarquistas que surgiram em Portugal, entre 1915 e 1920; a Unione Anarchica Italiana, fundada em 1920, cuja participação foi relevante dos acontecimentos do Biennio Rosso e nas ocupações das fábricas, entre outros. Alguns anarquistas também participaram nos episódios revolucionários da Alemanha entre 1918 e 1923.
Outro elemento relevante na Europa desse período foi o alto investimento dos anarquistas nos processos de educação popular; na França, no começo do século XX, havia 150 bourses du travail, ligadas à CGT, e uma de suas principais atividades era a educação em três eixos: técnico/profissional, cultural e formação política; também ligadas à CGT estavam 250 universidades populares, que funcionaram até 1914. Foram criadas escolas modernas e universidades populares em vários outros países: na Espanha, a Escola Moderna de Barcelona (1901 - 1906); na Itália, a Escola Moderna Racionalista de Clivio (1909 - 1922), que foi uma das muitas que floresceram até a chegada dos fascistas ao poder; a Escola Ferrer (1910 - 1921), na Suíça; entre outras muitas iniciativas na Inglaterra entre 1907 e 1921.

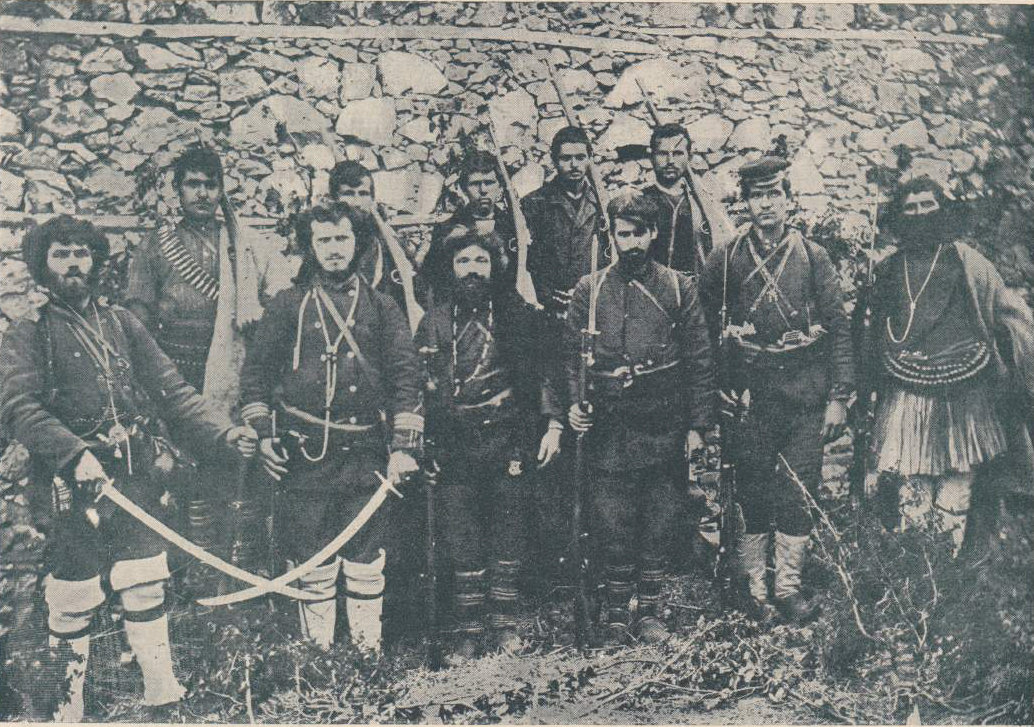
Revolucionários da ORIM em 1903

No leste europeu, os anarquistas macedônios tiveram uma atuação determinante na revolta de Ilinden-Preobrazhenie, em 1903. Liderada pela Organização Revolucionária Interna da Macedônia (ORIM), a revolta foi um levante armado contra o Império Otomano que se dividiu em dois episódios: o primeiro, em 2 de agosto, no qual os rebeldes haviam tomado a região de Kruševo, estabelecendo um governo provisório revolucionário; e em 19 de agosto, após a captura de Kruševo, os rebeldes tomaram a região de Strandzha, proclamando uma comuna revolucionária. A Comuna de Strandzha estabeleceu uma série de experiências de autogestão durante vinte e seis dias, constituindo assim a primeira tentativa local de construir uma nova sociedade baseada nos princípios do comunismo libertário. Após a repressão que culminou no fim das revoltas e das experiências por ela estabelecidas, surgem, na Bulgária, uma série de periódicos relevantes, como Probuda e Rabotnicheska Misl, além de diversos grupos anarquistas que, em 1919, após diversos problemas ocasionados pela guerra, viriam a fundar a Federação dos Anarco-Comunistas da Bulgária (FAKB) em um congresso com 150 delegados.
Na Rússia, os anarquistas participaram das revoluções de 1905 e de 1917. Em um primeiro momento, os anarquistas dividiram-se entre insurrecionalistas e anarcossindicalistas; participaram da fundação dos sovietes de São Petersburgo, Moscou e fundaram a Cruz Negra Anarquista para auxiliar presos políticos, organização que se espalhou por diversos países. Durante a Revolução de Outubro, os anarquistas participaram ativamente em Moscou e Petrogrado; em 1918, destacam-se as conferências sindicalistas impulsionadas pelos anarquistas, que criaram a Confederação dos Anarco-Sindicalistas de Todas as Rússias, a qual chegou a 88 mil membros naquele ano.
Na Ucrânia, destacou-se a experiência do Exército Insurgente Makhnovista, articulado com a Confederação Anarquista Ucraniana, mais conhecida como Nabat, que chegou a 110 mil voluntários em 1918 e que protagonizou lutas decisivas contra o Exército Branco durante a Guerra Civil Russa. O exército de Nestor Makhno também realizou grandes expropriações de terras para os camponeses e teve em seu controle uma área bastante ampla da Ucrânia, onde a articulação políticia se dava por meio de Congressos de Camponeses, Operários e Insurgentes, que era a instância de base responsável pelas decisões do movimento. Por meio de uma intervenção marcada pelo conflito entre suas correntes e pela ação sem coordenação, os anarquistas acabaram sendo duramente reprimidos pelos bolcheviques. Após a Revolta de Kronstadt em 1921, os bolcheviques consolidam-se no poder e o movimento anarquista praticamente desaparece dentro do território soviético.
Nas Américas, a fundação da IWW nos Estados Unidos em 1905 e no Canadá em 1906, com influência anarquista significativa em ambas as localidades e defendendo um sindicalismo revolucionário e combativo, constituiu como uma das experiências mais relevantes do movimento operário da América do Norte, e chegou mesmo a unir trabalhadores de diferentes etnias, em uma época em que o problema do racismo prejudicava fortemente o movimento sindical nesses países. Entretanto, o movimento operário nos Estados Unidos passou por um momento de dura repressão após a Revolução Russa, quando um crescente temor diante da possibilidade de uma revolução mundial fez com que o governo tomasse uma série de medidas contra o movimento sindical e em especial contra os anarquistas, medidas que atingiram seu ponto máximo com os Atos de Exclusão Anarquista de 1918 e as Palmer Raids de 1919, acompanhadas por uma série de deportações durante as quais centenas de militantes anarquistas, oriundos principalmente da Europa oriental e da Itália, foram devolvidos aos seus países de origem. Nesse contexto, dois imigrantes anarquistas italianos, Nicola Sacco e Bartolomeo Vanzetti, foram presos e condenados à morte em 1920 sob acusações baseadas em escassas provas de banditismo, em um caso que ganhou notoriedade e que desencadeou uma série de protestos pelo mundo inteiro, inclusive na América Latina, exigindo a liberdade dos dois militantes, que acabaram na cadeira elétrica em 23 de agosto de 1927.

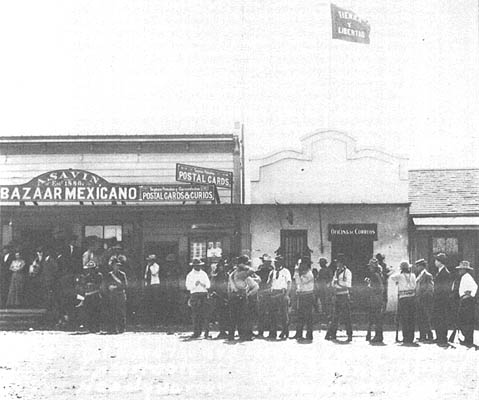
Guerrilheiros magonistas com a bandeira "Tierra y Libertad" em Tijuana, 1911

Em Cuba, o anarquismo continuou a ser força hegemônica nos sindicatos durante esse período. No México, os anarquistas protagonizaram episódios relevantes durante a Revolução Mexicana, iniciada em 1910. O Partido Liberal Mexicano, fundado alguns anos antes pelos irmãos Enrique e Ricardo Flores Magón, já em 1908 era uma organização específica anarquista, e colocou-se à frente da rebelião da Baixa Califórnia, em 1911, que se estendeu a outras cidades e recebeu o apoio da IWW. Emiliano Zapata, um dos principais líderes da Revolução Mexicana, foi fortemente influenciado pelo anarquismo e em 1915, contava com um exército de 70 mil combatentes. Durante o período revolucionário, foram formadas outras organizações anarquistas, como a Casa del Obrero Mundial (COM), fundada em 1912 e que chegou a contar com 50 mil membros. Ex-membros da COM, militantes da IWW e comunistas com o apoio da Federación Comunista del Proletariado Mexicano, de orientação libertária, fundaram em 1921 a Confederación General del Trabajo (CGT).
Na América do Sul, a experiência de maior destaque foi a Federación Obrera Regional Argentina (FORA), fundada na Argentina em 1904. O movimento operário no país era hegemonicamente anarquista, razão que possibilitou, em 1905, um vínculo programático entre o anarquismo e o sindicalismo na FORA, constituindo a primeira experiência anarcossindicalista da América Latina. As cisões no movimento operário se deram dentro dos marcos anarquistas, sendo a mais relevante entra a FORA-V, anarcossindicalista, e que chegou a contar com 200 mil membros em 1922, e a FORA-IX, sindicalista revolucionária, que chegou a 120 membros em 1919. Episódios como Semana Trágica de 1919 e as revoltas na Patagônia entre 1920 e 1921, além do atentado ao coronel Ramón Lorenzo Falcón, marcaram a força do movimento anarquista argentino. No Brasil, a fundação da Confederação Operária Brasileira (COB) em 1906 — que incluiu federações operárias locais de São Paulo, Rio de Janeiro, Santos e Porto Alegre —, além de uma greve geral em 1917 e de uma insurreição em 1918 marcaram a hegemonia anarquista no movimento operário do país nesse período. No Uruguai, destaca-se a fundação da Federación Obrera Regional Uruguaya (FORU) em 1905, e que em 1911 já mobilizava cerca de 90 mil membros; no Chile, destaca-se a fundação da Federación Obrera Regional Chilena (FORCh) em 1912; Bolívia, Colômbia, Equador, Paraguai, Peru e Venezuela também tiveram participação anarquista significativa no movimento operário; destacam-se também as experiências levadas a cabo pelos anarquistas expropriadores na região do Rio da Prata.
Na América Latina, as experiências no campo da educação popular foram também significativas. Na Argentina, em 1901, no seio do Centro Obrero de Estudios Sociales, se estabeleceu, em Rosário, a primeira escola racionalista, que foi seguida por outras iniciativas como a Escola Integral Libertária de Bahía Blanca; no Brasil, se estabeleceram a Escola Libertária Germinal, em 1902, a Universidade Popular, em 1904, a Escola Livre Primeiro de Maio, em 1909 e criou-se, em 1910, uma Comissão Pró-Escola Moderna no Rio de Janeiro, ligada à COB, seguida por outras iniciativas; no Peru, fundou-se a Universidade Popular Manuel Gonzáles Prada, em 1920; e em Cuba, diversas experiências desse tipo se desenvolveram entre 1922 e 1923.
Na Ásia, experiências anarquistas na China, no Japão e na Coreia entralaçaram-se, a partir de viagens de estudantes para o exterior. Na China, os anarquistas participaram da fundação do Kuomintang e, durante toda a segunda onda, constituíram a força hegemônica do movimento revolucionário chinês, criando os primeiros sindicatos do país, pautando a mobilização na cidade e no campo, a libertação da mulher e a educação universal. Os anarquistas participaram do Movimento Quatro de Maio em 1919 e tiveram grande influência em Guangzhou, fundando o Guangzhou Teahouse Labour Union, sindicato que chegou a ter 11 mil membros. No Japão, o anarquismo consolidou-se na década de 1910, como uma das três maiores forças do movimento revolucionário; entre 1918 e 1922, os anarquistas japoneses criaram e participaram de vários sindicatos. Destacam-se a fundação do grupo Rôdô Undô, que editou um periódico homônimo; a participação anarquista na radicalização da Hyōgikai, que se tornou, em 1921, a Sodomei, um tipo de central sindical onde a influência anarquista foi determinante. Na Coreia, o anarquismo proveio de um desenvolvimento anterior, pelo menos desde 1910, na região da Manchúria, consolidando-se em 1919, a partir de um vínculo estreito com o movimento de libertação nacional; neste ano, os anarquistas envolveram-se de forma determinante no Movimento Primeiro de Março, que mobilizou 2 milhões de pessoas na luta pela independência do país. Em seguida, entre 1920 e 1925, formou-se e desenvolveu-se a Federação Anarquista Coreana (KAF). Outras experiências relevantes na Ásia, que tiveram participação anarquista, ocorreram na Índia, em torno do Partido Ghadar, nas Filipinas, na Malásia e no Vietnã.
Na África, o anarquismo consolidou-se no início do século XX, fundamentalmente no Egito e na África do Sul. Os marcos fundamentais constituem, no Egito, a fundação de uma Universidade Popular em 1901 pelos anarquistas; o surgimento de diversos periódicos em Cairo e Alexandria e a realização de um congresso anarquista em 1909 e a criação de diversos sindicatos. Na África do Sul, destacam-se: a fundação da Social Democratic Federation (SDF) e da subsequente General Workers Union (GWU), que contaram com ampla participação anarquista; a fundação, em 1910, da IWW, que chegou a ter 4 mil membros, praticando um sindicalismo revolucionário e unindo trabalhadores de todas as etnias, conseguindo superar o problema do racismo que assolava o movimento operário no país; e a criação, entre 1917, de sindicatos como o Indian Workers Industrial Union (IWIU), em Durban, e o Industrial Workers of Africa (IWA), em Joanesburgo.
Na Oceania, o anarquismo constituiu uma pequena corrente da esquerda, tendo surgido com o Melbourne Anarchist Club, ainda em 1886, e a Active Service Brigade, de Sydney, da década de 1890. Entretanto, foi o sindicalismo revolucionário da IWW, que se estabeleceu em 1911 na Austrália e em 1912 na Nova Zelândia, que potencializou as lutas operárias e deu visibilidade a elas no continente.
Além de problemas e insuficiências internas do movimento anarquista, a dura repressão, a perda de todas as revoluçãos, incluindo a russa, na qual os anarquistas foram liquidados pelos bolcheviques em 1921, bem como a própria ascensão do bolchevismo, e também do nacionalismo e do fascismo, são apontados como os principais fatores responsáveis pelo refluxo dessa onda.

## Terceira onda (1924 - 1949)
A terceira onda do movimento anarquista, apesar de ter sido menor que a segunda, pode ser considerada como uma das mais relevantes. O período caracterizou-se pelas revoluções contra o imperialismo e a resistência ao fascismo e ao bolchevismo. A ascensão do fascismo e do bolchevismo teve duras consequências aos anarquistas; o primeiro, por meio de uma aberta e fortíssima repressão contrarrevolucionária, de direita, que impôs grandes derrotas ao movimento anarquista em diversos países; o segundo, por meio de uma incidência enorme nas classes trabalhadoras, utilizando-se de um discurso libertador e do bem sucedido exemplo da Revolução de Outubro, apesar de ter investido em muitos casos na repressão aberta aos anarquistas. Esse contexto também contou, em diversos países, com a participação de antigos anarquistas na criação de partidos comunistas, com um processo de bolchevização desses partidos e um alinhamento com a Rússia. Esse período também foi marcado pela Crise de 1929 e pela Segunda Guerra Mundial, além do avanço do conservadorismo, do reformismo e das medidas de bem-estar social em vários países, como nos casos do Uruguai, Suécia e Estados Unidos, assim com a institucionalização dos sindicatos promovida pelos governos e o surgimento do populismo em países como Brasil e Argentina, que prejudicaram diretamente o desenvolvimento do movimento anarquista ao integrar parte significativa das classes operárias aos projetos políticos dos governantes. Apesar disso, nesse período os anarquistas protagonizaram acontecimentos revolucionários na Espanha e na Manchúria, e seguiram constituindo uma força relevante nos movimentos sociais da Europa, Ásia e América Latina, e especificamente na Europa, tiveram um papel determinante na resistência contra o fascismo, em especial na Bulgária, onde os anarquistas também resistiram a uma posterior ocupação comunista. Nesse período também surgem questões internas relevantes, como o debate acerca de um modelo organizativo e as polêmicas em torno da Plataforma e da Síntese.
Entre as iniciativas internacionais relevantes desse período, estão a East Asian Anarchist Federation (EAAF), fundada em 1928, com organizações da China, Coreia, Taiwan, Índia, Japão e Vietnã; a Asociación Continental Americana de Trabajadores (ACAT), que se constituiu como o ramo da AIT anarcossindicalista na América Latina, envolvendo mais de 100 sindicatos da Argentina, Bolívia, Brasil, Chile, Costa Rica, Equador, El Salvador, Guatemala, México, Paraguai, Peru e Uruguai; a fundação da Comissão de Releções Internacionais Anarquistas (CRIA) na Europa, em 1948, que, na América Latina, ficou conhecida como Comisión Continental de Relaciones Anarquistas (CCRA), durando até a década de 1960; ambas constituindo relações entre organizações, periódicos e individualidades anarquistas de diversos países da Europa, Ásia, África e América Latina durante o período em que estiveram em atividade.
Na Europa, houve uma série de experiências relevantes nesse período. Na Bulgária, a FAKB protagonizou experiências relevantes envolvendo sindicalismo urbano e rural, cooperativas, guerrilha e mobilização da juventude. Seu 5º congresso, em 1923, contou com 104 delegados e 350 observadores de 89 organizações e, entre 1926 e 1927, a FAKB adotou a Plataforma do grupo Dielo Truda. Em 1930, é formada a Confederação Vlassovden, que atuando principalmente no campo, chegou a ter 130 seções no ano seguinte, contando com ampla influência anarquista. Durante esse período, o anaquismo constituiu a terceira maior força política de esquerda do país, e fundam-se grupos como a Confederação Nacional Anarco-Sindicalista (CNAST), com 40 grupos, e a Federação Búlgara de Sindicatos Autônomos (FBSA), seção da AIT anarcossindicalista; o Rabotnicheska Misl, periódico da FAKB, chegou, em 194, à tiragem de 60 mil exemplares por número. Entre 1941 e 1944, uma poderosa guerrilha anarquista combateu o fascismo, aliando-se à Frente Patriótica na organização da insurreição de setembro de 1944, contra a ocupação nazista. Lutando, ao mesmo tempo, contra os fascistas e contra o comunismo, o fim da terceira onda do movimento anarquista no país foi marcada pela repressão stalinista e cerca de mil militantes da FAKB acabaram nos campos de concentração comunistas.

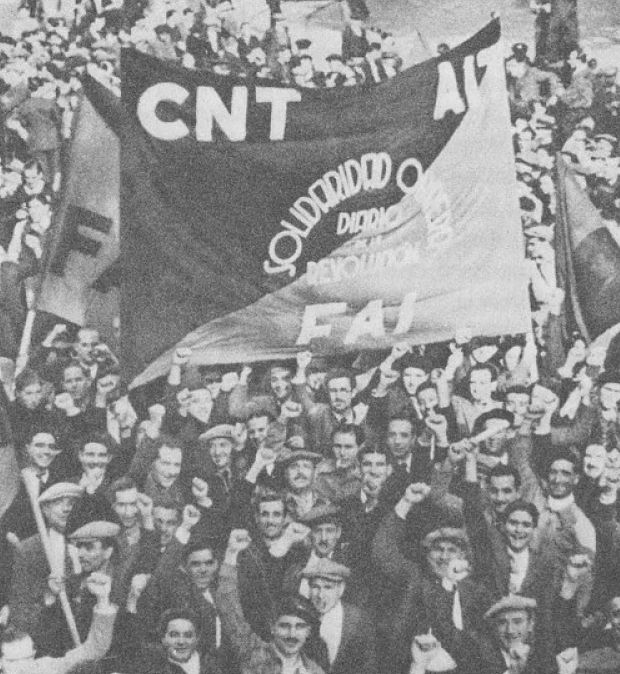
Manifestação em Barcelona em 1936, onde trabalhadores seguram uma faixa do periódico Solidaridad Obrera, ligado a CNT-AIT

Na Espanha, após uma tentativa de golpe de Estado em 1936 que desencadeou a Guerra Civil Espanhola, os trabalhadores tomaram o controle de Barcelona e de grandes áreas rurais da Espanha, dando início à Revolução Espanhola. Os anarquistas, que haviam se articulado na Confederación Nacional del Trabajo (CNT) e na Federação Anarquista Ibérica (FAI), estabeleceram fortalezas na Catalunha, Aragão e Valência. Segundo Woodcock:
Durante vários meses as forças armadas dessas regiões foram, em geral, milícias controladas pelos anarquistas. As fábricas foram em grande parte tomadas pelos trabalhadores e dirigidas pelos comitês da CNT, enquanto centenas de aldeias ou dividiam ou coletivizavam a terra, e muitas tentaram organizar comunidades libertárias do tipo defendido por Kropotkin.
Além dessas experiências, pode-se detacar o papel da organização feminista Mujeres Libres e a participação das mulheres nas milícias libertárias; o papel desempenhado pela Coluna Durruti na frente de combate; e iniciativas dadas no campo da educação popular, como o Consell de l'Escola Nova Unificada (CENU), na Catalunha. Apesar do relativo sucesso das experiências libertárias na Espanha, no decorrer da guerra civil os anarquistas foram perdendo espaço em uma luta cada vez mais dura com os stalinistas. Tropas lideradas pelo Partido Comunista da Espanha (PCE) suprimiram as áreas coletivizadas e perseguiram tanto os anarquistas como os marxistas dissidentes do Partido Operário de Unificação Marxista (POUM). Além disso, o avanço do fascismo, a problemática guerra-revolução e a própria participação de alguns anarquistas no governo deram um fim ao processo revolucionário.

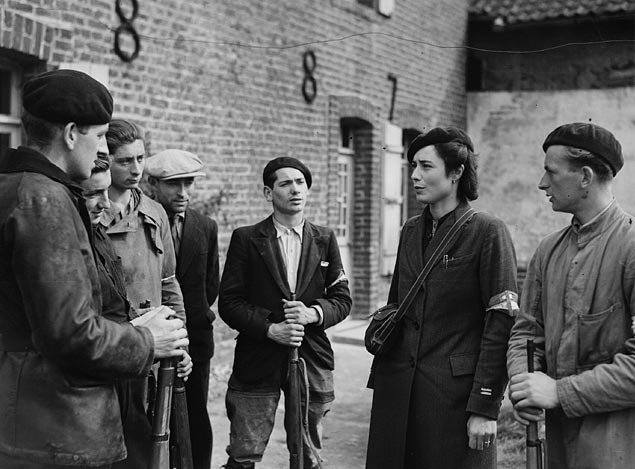
Os maquis franceses resistiram à ocupação da França pela Alemanha nazista

Há outras experiências europeias importantes, também como alguma relevância nesse período. Na França, os anarquistas impulsionaram a criação da Confédération Générale du Travail - Syndicaliste Révolutionnaire (CGT-SR) após a cisão com a CGT em 1925 e, mais tarde, em 1946, fundaram Confédération Nationale du Travail (CNT), inspirada pela CNT espanhola. Entre 1936 e 1939, existiram cerca de 107 grupos anarquistas no país, que mais tarde dariam origem à Fédération Anarchiste (FA) em 1945. Os anarquistas franceses também tiveram participação ativa na resistência contra a ocupação nazista. Na Itália, além da participação anarquista na resistência contra o fascismo, destaca-se a fundação da Confederazione Generale Italiana del Lavoro em 1944 que, em 1950, cindiu, por razão da refundação da USI; além disso, anarquistas italianos apoiados na Síntese formaram, em 1945, a Federazione Anarchica Italiana (FAI). Na Alemanha, militantes anarquistas proeminentes, como Erich Mühsam, foram assassinados pelo regime nazista; após o fim da guerra, os anarquistas reorganizaram-se e fundaram a Föderation freiheitlicher Sozialisten (FFS) em 1947; na Inglaterra, fundam-se a Syndicalist Workers' Federation e organização específica anarquista Anarchist Federation, com presença também na Irlanda. Na Ucrânia, a Nabat foi reestabelecida e protagonizou um levante armado em 1943 e que teve continuidade até 1945; também há indícios da existência de uma organização maknhovista secreta dentro do Exército Vermelho do pós-guerra.
Nas Américas, destacam-se experiências no centro-sul do continente. Em Cuba, os anarquistas criaram organizações específicas anarquistas, como a Federación de Grupos Anarquistas de Cuba, que em seguida dá lugar a Asociación Libertaria de Cuba, que se organiza por meio da realização de três congressos, em 1944, 1948 e 1950. Os anarquistas ainda impulsionaram a Confederación Nacional Obrera de Cuba, fundada em 1925 e inspirada na CNT, chegando a ter 200 mil membros; a Confederación de Trabajadores de Cuba, as Asociaciones Campesinas e a Confederación General de Trabajadores; até o fim da década de 1940, a influência anarquista entre os trabalhadores e camponeses cubanos foi notável. No México, é fundada a Federación Anarquista Mexicana (FAM) em 1941. No Brasil, o Centro de Cultura Social é fundado em 1933; em 1934, organizados na Frente Única Antifascista, os anarquistas tomam parte na Batalha da Praça da Sé contra as forças integralistas; em 1946 foram criados os periódicos Remodelações, Ação Direta e em 1947, A Plebe; realizou-se o Congresso Anarquista em 1948, com a presença de grupos como a União Anarquista do Rio de Janeiro, União Anarquista de São Paulo, Os Ácratas de Porto Alegre e individualidades; no campo sindical, os anarquistas impulsionaram os Grupos de Resistência Sindical, no Rio de Janeiro, e os Grupos Sindicais de Ação Direta, em São Paulo. Na Argentina, a FORA, entre fluxos e refluxos, chegou, no período entre 1929 e 1930, a ter 100 mil membros; fundaram-se, no final da década de 1920, os Comitês Pró-Escolas Racionalistas e, em 1935, a Federación Anarco-Comunista Argentina (FACA). No Chile, foi fundada em 1933 a Federación Anarquista Chilena (FACh) e, em 1936, a Confederación General de Trabajadores (CGT), com participação da IWW e da FORCh. Na Venezuela surgiu, em 1944, a Federación Obrera Regional Venezuelana (FORV).
Na África, neste período, foram levadas a cabo experiências ao norte, com alguns espaços para discussão e formação política no Egito, mas, principalmente, com as conexões estabelecidas entre franceses e a Argélia, destacando-se o trabalho do anarquista argelino Sail Mohamed, que, em 1929, foi secretário do Comité de Defense des Algériens contre les Provocations du Centenaire, um movimento de libertação nacional com influência anarquista; neste país, o anarquismo também foi relevante na fundação da CGT-SR e do periódico Terre Libre. No pós-guerra, os anarquistas impulsionaram o Mouvement Libertaire Nord-African (MLNA), fundado em 1947, que contou com membros da Argélia, Marrocos e Tunísia, os quais estabeleceram contatos com o CRIA e a FA francesa.

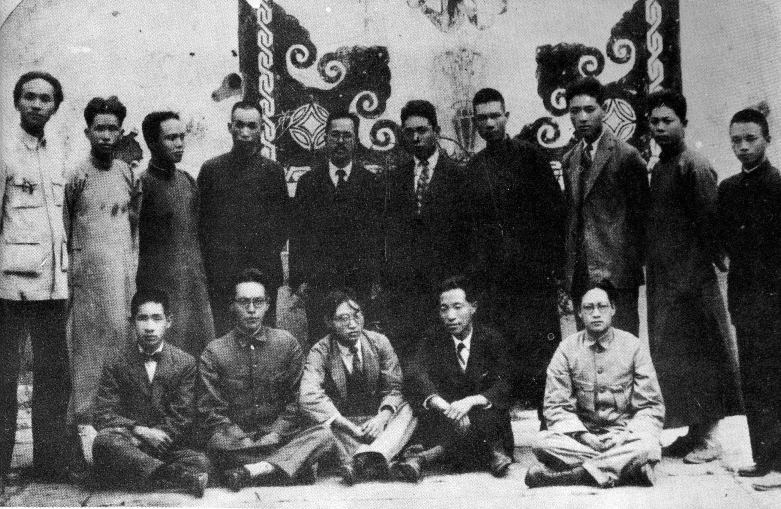
Membros da Federação Anarquista Coreana em 1928

Na Ásia, destaca-se a experiência da Comuna de Shinmin, entre 1929 e 1931, que constituiu outro importante episódio da história do anarquismo. Fundada em 1929, a Federação Anarquista Coreana na Manchúria (KAF-M) e a Federação Anarquista Comunista Coreana (KACF) protagonizaram, depois de um acordo com o Exército de Independência Coreano, a transformação da prefeitura de Shinmin em uma estrutura administrativa socialista libertária. Levado a cabo em um contexto de luta anti-imperialista contra o Japão, esse processo revolucionário foi liderado, em termos militares, por Kim Jwa-Jin, criando a Liga Geral dos Coreanos (HCH), uma estrutura autogestionária comunal, conformada em um território que compreendia 2 milhões de habitantes, a qual teve de lidar com questões como a guerra, agricultura, educação, finanças, propaganda, juventude e saúde, criando alternativas construtivas libertárias. A experiência durou até a entrada do Japão na região, em 1931, quando os anarquistas coreanos recuaram, deslocando-se para o sul da China, onde permaneceram combatendo, em armas, o imperialismo japonês até 1945.
Houve ainda outras experiências asiáticas relevantes. Na China, o anarquismo permaneceu uma força relevante até o fim da década de 1920; diversos livros anarquistas foram traduzidos e publicados nessa década; em 1922, na Federação de Sinficatos de Shangai e no Congresso Nacional Operário, os anarquistas foram hegemônicos; no segundo congresso, em 1925, os anarquistas ainda tinha muita força; em Guangzhou, a influência anarquista foi significativa na fundação, em 1927, da Federação de Trabalhadores Revolucionários e do Instituto de Treinamento do Movimento Operário, dedicado à educação popular. No Japão, o movimento anarquista nesse período foi também marcado por debates acerca da melhor estratégia a ser adotada; de um lado, colocaram-se os defensores do sindicalismo, de outro, aqueles que eram contrários às estratégias sindicais. Em 1929, os sindicalistas, já separados dos outros anarquistas, fundaram o sindicato Jikyô, que em 1931, chegou a ter 3 mil membros; em 1930, foi fundada a federação anarquista Anarukisuto Renmei; e em 1945, a Federação Anarquista Japonesa (FAJ). Além das mobilizações nas cidades, os anarquistas japoneses atuaram no campo e impulsionaram um movimento de resistência contra o fascismo japonês.
O refluxo da terceira onda pode ser atribuído também à repressão, levada a cabo pelos fascistas e também pelos comunistas, cuja ascensão representou outro motivo desse refluxo, além do próprio contexto marcado pela Segunda Guerra Mundial, que modificou completamente o plano geopolítico mundial e teve impacto determinante no anarquismo e nas próprias lutas populares.

## Quarta onda (1950 - 1989)
A quarta onda do movimento anarquista, menor que as três primeiras, foi marcada pela Guerra Fria e pela descolonização da África e da Ásia; mesmo constituindo um período de refluxo, apesar das tentativas de uma articulação internacional, observa-se o desenvolvimento significativo do anarquismo em algumas regiões, como no Oriente Médio. O contexto desse período é marcado pelo boom capitalista pós-Segunda Guerra, pelas ditaduras de direita na América Latina, que tiveram apoio direto dos Estados Unidos, pela vitória do maoísmo na China, em 1949, e pelo totalitarismo branco e vermelho na Coreia, a partir de 1953. Guerrilhas anarquistas surgem em resposta as ditaduras de direita e de esquerda. Destacam-se, também, os protestos de 1968, com uma crise que implicou a piora de condições no mundo ocidental e na Rússia, além da influência da Nova Esquerda em diversos países, assim coo o surgimento de novos movimentos sociais, os quais passaram a promover bandeiras como a ecologia e as lutas contra a opressão de gênero e de orientação sexual. Nesse contexto, especialmente na Europa e nos Estados Unidos, surgiram grupos anarquistas promovendo o primitivismo e estilos de vida alternativos; diversos movimentos da juventude, como os provos, hippies e punks, adotaram ideias anarquistas; também nessa onda, surgem os okupas. Principalmente na Europa, também foram comuns as tentativas de síntese do anarquismo com outras ideologias como o marxismo, situacionismo e autonomismo.
Em relação às iniciativas internacionais, destacam-se a rearticulação da AIT anarcossindicalista em 1951, em um congresso que contou com delegados da Alemanha, Argentina, Áustria, Bulgária, Cuba, Dinamarca, Espanha, França, Inglaterra, Itália, Holanda, Noruega, Portugal e Suécia, além da rearticulação da da Cruz Negra Anarquista, no final da década de 1960. Também no final da década de 1960, mais especificamente em 1968, é fundada a Internacional de Federações Anarquistas (IFA). Ainda que suas principais bases estivessem na França e na Itália, seu primeiro congresso contou com a presença de organizações da Argentina, Alemanha, Austrália, Bulgária, Cuba, Espanha, Grécia, Holanda, Inglaterra, Itália, Japão, México, Noruega, Portugal e Suíça, além de terem sido estabelecidos contatos com a China e o Vietnã.
Na Europa, desenvolveram-se diversas iniciativas no campo das organizações específicas, das quais destacam-se a Anarchistische Föderation da Alemanha; a Anarchist Communist Federation e a Organization of Revolutionary Anarchists (ORA), da Inglaterra; a refundação da Federação Anarquista da Região Portuguesa (FARP), em Portugal; as atividades da Fédération Anarchiste (FA) francesa e das dissidentes Fédération Communiste Libertaire (FLC) e Organisation Communiste Libertaire (OCL) na França; as atividades da Federazione Anarchica Italiana, além da Organizzazione Rivoluzionaria Anarchica (ORA) e da Federazione dei Comunisti Anarchici (FdCA) na Itália; a Organisation Socialiste Libertaire, da Suíça; o Group of Concil Anarchists (OSA), da Grécia; e a Oposição de Esquerda, da União Soviética.
Além disso, guerrilhas anarquistas, grupos insurrecionalistas, iniciativas sindicais de massas também tiveram destaque, bem como a participação ativa dos anarquistas nos protestos de 1968, em especial, nos protestos de maio de 1968 na França, em que greves de estudantes articularam-se com ocupações de fábricas e levaram a uma greve geral que abalou o governo. Durante essa onda de mobilizações de 1968, os anarquistas tiveram participação importante entre os setores estudantis mais radicais. Na Espanha franquista, anarquistas participaram de movimentos guerrilheiros e de ação direta, em grupos como Defensa Interior e Grupo Primero de Mayo; houve ações do tipo também na Alemanha, com o Movimento 2 de Junho e o Rote Armee Fraktion (RAF); na Inglaterra, com a Angry Brigade e na França, com o grupo Action Directe. Anarquistas também integraram-se nos processos de luta armada do autonomismo italiano e atuaram nas insurreição de 1973 na Grécia. O anarquismo grego ganhou força nas décadas de 1970 e 1980, desenvolvendo táticas insurrecionais buscando aliar manifestações de rua e confrontos com a polícia a ações armadas.
Visando a atuação no campo sindical, os anarquistas europeus criaram e participaram de várias organizações, dentre as quais se destacam a Freie Arbeiter Union (FAU), na Alemanha; a Anarchist Workers Association (AWA), na Inglaterra; a Aliança Libertária Anarco-Sindicalista e a refundação do periódico A Batalha, em Portugal; as atividades clandestinas levas a cabo pela Confederación Nacional del Trabajo (CNT) na Espanha; a Alliance Syndicaliste e as atividades da CNT francesa; a rearticulação da Unione Sindacale Italiana (USI), na Itália; o sindicato de trabalhadores marítimos da Suécia; o sindicato de servidores públicos da Suíça; o Free General Workers' Union (SMOT), a Confederation of Anarcho-Syndicalists (KAS) e a Confederation of Revolutionary Anarcho-Syndicalists (KRAS) na Rússia; entre outros. Muitas dessas iniciativas estiveram diretamente vinculadas com iniciativas de educação popular e educação política.
No Oriente Médio, o anarquismo surgiu com força durante a década de 1970; organizações do Irã, como a The Scream of the People (CHK), e do Iraque, como a Workers Liberation Group (JS, ou Shagila), articularam, juntas, quase mil militantes e participara oreio de uma guerrilha da Revolução Iraniana, na qual processos radicais foram levados a cabo: organização de mulheres, tomada de terra por camponeses, mobilizações de trabalhadores, criação de conselhos de base (shoras) e de comitês de bairro armados (komitehs).

Bandeira do Movimento 26 de Julho de Fidel Castro. Alguns militantes anarquistas cubanos participaram dessa organização durante a década de 1950

Nas Américas, destaca-se, nos Estados Unidos e Canadá, a presença renovada da IWW e de anarquistas envolvidos em movimentos inspirados pela Nova Esquerda, sustentando questões ambientais, de gênero e contra as guerras; nos Estados Unidos, também destaca-se a criação do Youth International Party e do Students for a Democratic Society, além da participação desses grupos nos protestos ocorridos durante a Convenção Democrática de 1968. Em Cuba, os anarquistas participaram de guerrilhas contra a ditadura de Fulgêncio Batista; tiveram também influência significativa entre os trabalhadores industriais, artesãos e trabalhadores do campo através da Confederación de Trabajadores de Cuba (CTC) e da Asociación Libertaria de Cuba (ALC).  Durante a Revolução Cubana, que culminou em 1959, os anarquistas participaram de maneira determinante nas lutas, por meio da ALC e até mesmo do Movimento 26 de Julho de Fidel Castro; com o passar dos anos, o governo cubano reprimiu fortemente os anarquistas, que foram presos, torturados ou partiram para o exílio.
No Uruguai, a Federación Anarquista Uruguaya (FAU), fundada em 1956 e defendendo o que chamou de "anarquismo especifista", protagonizou os episódios de maior impacto na parte sul do continente. Como parte do Movimento de Libertação Nacional (MLN), fundado em 1962, a FAU ajudou a fundar a Convención Nacional de Trabajadores (CNT) em 1965. Em decorrência do apoio crítico da FAU à Revolução Cubana, houve uma cisão na organização em 1963 que originou a Comunidad del Sur. Mesmo após a cisão, a FAU continuou a articular-se com outras organizações revolucionárias de esquerda, ajudando a fundar a Organización Latinoamericana de Solidaridad (OLAS) e a Frente Izquierda de Liberación (FIDEL). Com o MLN posto na ilegalidade, foi organizada a Resistencia Obrero Estudiantil (ROE), que articulou a mobilização no setor popular; em 1971, a FAU criou um braço armado, a Organización Popular Revolucionaria - 33 Orientales (OPR-33), com o objetivo de apoiar as mobilizações de massa com sabotagens, expropriações e sequestros. Em 1972, a FAU atinge seu auge, antes do golpe de 1973, contando com centenas de militantes, dos quais cerca de 100 eram da OPR-33; a ROE contava com 10 mil militantes, que incidiam diretamente na CNT que, neste momento, representava 400 mil trabalhadores. A repressão causada pela ditadura civil-militar do Uruguai pôs um fim em tais experiênciais, e muitos militantes anarquistas acabaram presos, torturados e mortos. Após o fim da ditadura em 1985, a FAU rearticulou-se, aprofundando as bases do especifismo, assim como a CNT, e por um processo de unificação, passou a se chamar Plenario Intersindical de Trabajadores - Convención Nacional de Trabajadores (PIT-CNT), representando 120 mil trabalhadores.
Outras iniciativas relevantes na América do Sul ocorreram durante esse período. Na Argentina, em 1955, a FACA transformou-se em Federación Libertaria Argentina; uma greve dos portuários impulsionada pela FORA, em 1956, durou seis meses, constituindo a maior greve do século XX no país. Outra experiência argentina importante foi a constituição da organização anarquista Resistencia Libertaria, que se estabeleceu nacionalmente em 1974 e foi duramente reprimida pela ditadura militar argentina em 1976; essa organização destacou-se por seus trabalhos de massa nos sindicatos, bairros e grêmios estudantis, e também por um braço armado, que se articulou com a OPR-33 uruguaia. No Chile, os anarquistas participam de experiências sindicais que contribuíram com a fundação, em 1953, da Central Única de Trabajadores de Chile (CUT), na qual tiveram grande influência, ocupando posições na direção nacional; cindindo em 1958 e fundando a Confederación Nacional del Trabajo de Chile em 1960. Em 1965, os anarquistas participaram da fundação do Movimento de Izquierda Revolucionaria (MIR) e nele permaneceram por pelo menos dois anos. Na Bolívia, os anarquistas formaram hegemonia na Confederación Obrera Regional Boliviana (CORB), no seio da qual impulsionaram a Federación Obrera Feminina (FOF), organização de mulheres que impulsionou lutas de gênero. No México, os anarquistas seguiram articulando-se na FAM e foram, em grande medida, responsáveis pela radicalização do Frente Auténtico del Trabajo, que assumiu contorno sindicalista revolucionário. No Brasil, os anarquistas resistiram, neste período de refluxo, por meio de periódicos como Ação Direta e O Inimigo do Rei, além de publicações de livros, criação de espaços de discussão e alguma participação em movimentos sindicais; com o fim da ditadura militar no Brasil, ressurgiram editoras, publicações e centros de cultura libertários, dentre os quais se destaca o Círculo de Estudos Libertários (CEL), do Rio de Janeiro.
Na África, os anarquistas participaram das lutas de libertação nacional na Frente de Libertação de Moçambique (FRELIMO), no Movimento Popular de Libertação de Angola (MPLA) e no Partido Africano para a Independência da Guiné e Cabo Verde (PAIGC), e em todos eles, com uma maioria de anarquistas negros. Os anarquistas tiveram, também, uma atuação importante na luta de independência da Argélia, em 1962. O sindicalismo de intenção revolucionária teve protagonismo, na década de 1950, com a Industrial and Commerical Union in Southern Rodhesia (ICU), na Rodésia do Sul, fundada em 1919 e extremamente ativa nesse período, e posteriormente, com a Federation of South African Trade Unions (FOSATU), fundada em 1979 na África do Sul.
Na Ásia, destacam-se experiências na Coreia, na China e no Japão. Na Coreia, os acontecimentos mais relevantes envolveram a participação anarquista na Revolução de Abril, em 1960, que inaugurou a Segunda República Coreana, e nas mobilizações que culminaram no levante de Gwangju em 1980, contra o regime do general ditador Chun Doo-Hwan; nesse período, veteranos da KAF também fundam a Federação de Anarquistas Coreanos (FAK). Na China, após a Revolução de 1949, cerca de 10 mil anarquistas passaram para a clandestinidade, e algumas guerrilhas, como a de Chu Cha-pei, se instalaram na província de Yunnan para combater o novo regime. No Japão, articulou-se uma outra federação anarquista em 1955, também chamada Federação Anarquista Japonesa (FAJ), que foi substituída pela Black Front Society (KSS) em 1970 e, em seguida, pelo Libertatian Socialist Council (LSC); também foi fundado o Workers Solidarity Movement (RRU), em 1983, de orientação anarcossindicalista.

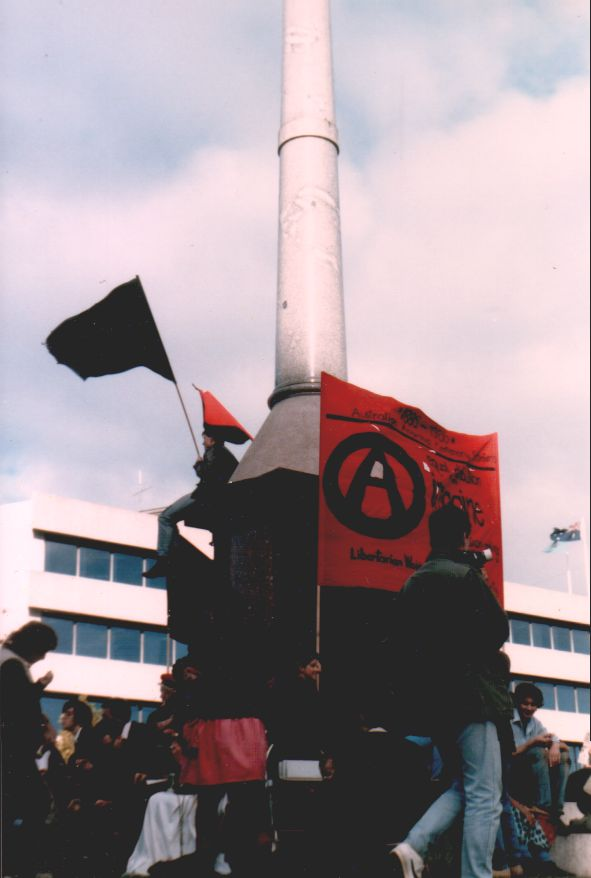
Manifestação dos anarquistas australianos em 1986

Na Oceania, destacam-se iniciativas sindicais e organizações anarquistas. Na Nova Zelândia, em 1951, a Waterfront Dispute foi levada a cabo por meio de uma greve de milhares de trabalhadores (mineiros, trabalhadores das docas, do cimento, entre outros) em protestos contra as condições de trabalho e as dificuldades financeiras, na qual o New Zealand Waterside Workers' Union (NZWWU), que contava com a participação de antigos membros da IWW, teve um papel destacado; na década de 1960, articulou-se a New Zealand Federtion of Anarchists (NZFA). Na Austrália, criou-se, em 1975, a Federation of Australian Anarchists (FAA), em um congresso com mais de 250 delegados representando 11 grupos; neste mesmo ano, a IWW é reestabelecida no país e em 1986, é fundada a Anarcho-Syndicalist Federation.
O refluxo do anarquismo nesse período deu-se em grande parte por conta das ditaduras, tanto de direita como de esquerda, em diversos países, acompanhadas da repressão ao movimento anarquista. A quarta onda terminou com o fim do bloco soviético e do socialismo real, com a queda do Muro de Berlim e o desmantelamento da União Soviética, fenômeno que, novamente, modificou radicalmente a geopolítica mundial e proporcionou, em muitos dos antigos países soviéticos, as condições para a rearticulação do anarquismo e do sindicalismo de intenção revolucionária.

## Quinta onda (1990 - atualmente)
A quinta onda é caracterizada pelo momento posterior ao colapso do modelo socialista soviético e pela generalização do neoliberalismo ao redor do mundo; o fim da União Soviética possibilitou a reorganização do movimento anarquista em vários países do antigo bloco e movimentos antes clandestinos tornaram-se públicos; na América Latina, o fim das ditaduras também fez com que fosse possível a rearticulação dos anarquistas; bem como o fim do apartheid na África do Sul e o fim das ditaduras na Ásia e no Leste Europeu. Na quinta onda, assemelha-se a influência anarquista minoritária no campo da esquerda em geral, e das lutas populares em particular, ainda que a queda do Muro de Berlim e o fim da União Soviética tenham proporcionado uma potencialização do anarquismo nos países então socialistas. Também permaneceram as questões que chegaram com a influência da Nova Esquerda e diversos setores do movimento anarquista vem enfatizando a necessidade de os anarquistas retomarem o protagonismo em movimentos sociais e lutas populares.
A quinta onda continuou a ser marcada pelas iniciativas internacionais precedentes como a IFA, que atualmente agrupa organizações sintetistas da Alemanha, Suíça, Argentina, Bielorrússia, Bulgária, Espanha, Portugal, Eslovênia, França e Bélgica; a AIT anarcossindicalista também continua ativa e possui organizações sindicais na Alemanha, Brasil, Eslováquia, Espanha, França, Inglaterra, Itália, Nigéria, Noruega, Portugal, Rússia e Sérvia. Entre as novas iniciativas internacionais, detaca-se o projeto Anarkismo.net, criado em 2005 e que reúne, em torno de um site, organizações plataformistas e especifistas da África do Sul, Argentina, Austrália, Brasil, Eslováquia, Espanha, França, Inglaterra, Itália, Nigéria, Noruega, Portugal, Rússia e Sérvia. Com o advento da Internet, surgiram fóruns de discussão e projetos para divulgação de notícias, como o Centro de Mídia Independente (CMI) e o A-Infos; também passaram a ser aticuladas em diversos países Feiras do Livro Anarquistas.
Os anarquistas também tiveram papel relevante no movimento antiglobalização, entre os meados da década de 1990 e o início da década de 2000, e estiveram articulados, em grande medida, na Ação Global dos Povos, criada em 1998. Com o foco das mobilizações em torno da luta contra o neoliberalismo, movimento desdobrou-se em protestos massivos em todo o mundo, contra instituições como a Organização Mundial do Comércio (OMC), o Banco Mundial, o Fundo Monetário Internacional (FMI) e também contra acordos como o Tratado Norte-Americano de Livre Comércio (NAFTA) e a Área de Livre Comércio das Américas (ALCA), além de manifestações contra as guerras promovidas pelos Estados Unidos no Oriente Médio. Durante esses protestos, a tática black bloc ganhou popularidade.

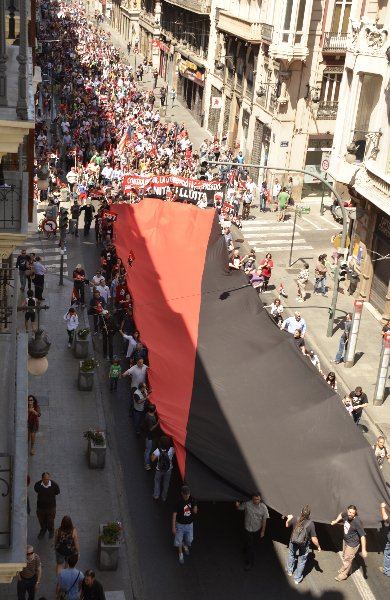
Manifestação da CGT espanhola durante o 1º de maio de 2014

Na Europa, destacam-se iniciativas sindicais e organizações anarquistas. No campo sindical, destacam-se as atividades da Confederación General del Trabajo (CGT), da Espanha, que possui 60 mil membros e representa 2 milhões de trabalhadores; a Confederação Siberiana do Trabalho (SKT), da Rússia, com 6 mil membros; a Confédération Nationale du Travail, da França, com 5 mil membros; a Sveriges Arbetares Central (SAC), da Suécia, com 9 mil membros; entre outras iniciativas relevantes de participação libertária em sindicatos mais amplos e burocratizados. No campo das organizações anarquistas, além das organizações sintetistas articuladas na IFA e das organizações plataformistas reunidas em torno do Anarkismo.net, todas criadas durante a quarta onda, destacam-se os grupos e organizações não alinhadas a essas duas iniciativas, como a Coordination des Groupes Anarchistes (CGA), da França, e grupos insurrecionalistas de diversos países, que principalmente na Grécia, atuam com força desde a década de 1990 através de diversos grupos; em 1998, os anarquistas gregos afirmaram ser responsáveis por 70 ataques violentos ocorridos naquele ano, e até o presente as mobilizações de tradição insurrecionalista são bastante fortes na Grécia, como pôde ser observado durante as revoltas ocorridas no país em 2008.

Milicianas curdas das Unidades de Proteção Popular (YPG). As mulheres têm tido um papel fundamental no processo revolucionário curdo e na luta contra o Estado Islâmico na Guerra Civil Síria

Com o fim do regime soviético, destaca-se o surgimento e o crescimento de organizações na Polônia, Tchecoslováquia e na própria Rússia, além da Armênia, Bielo-Rússia, Cazaquistão e Ucrânia. O anarquismo também surgiu na Turquia durante a década de 1990, com a criação de grupos como a Anarchist Youth Federation (AGF), Anatolian Anarchists (AA) e o Karasin Anarchist Group (KAG); o anarquismo ganhou também influência entre os curdos, que atualmente lideram um processo revolucionário articulados no Partido dos Trabalhadores do Curdistão (PKK) — desde sua prisão, Abdullah Öcalan, líder do PKK, abandonou o marxismo ortodoxo e passou a compactuar com ideias libertárias, em especial o municipalismo de Murray Bookchin, mudança ideológica acompanhada também pelo partido — e nas Unidades de Proteção Popular (YPG), lutando contra o Estado Islâmico (EI) e obtendo relativos êxitos em cidades como Kobane e Rojava. As mulheres têm tido um papel fundamental nesse processo e os curdos adotaram o modelo municipalista de Bookchin nas regiões onde mantêm o controle.

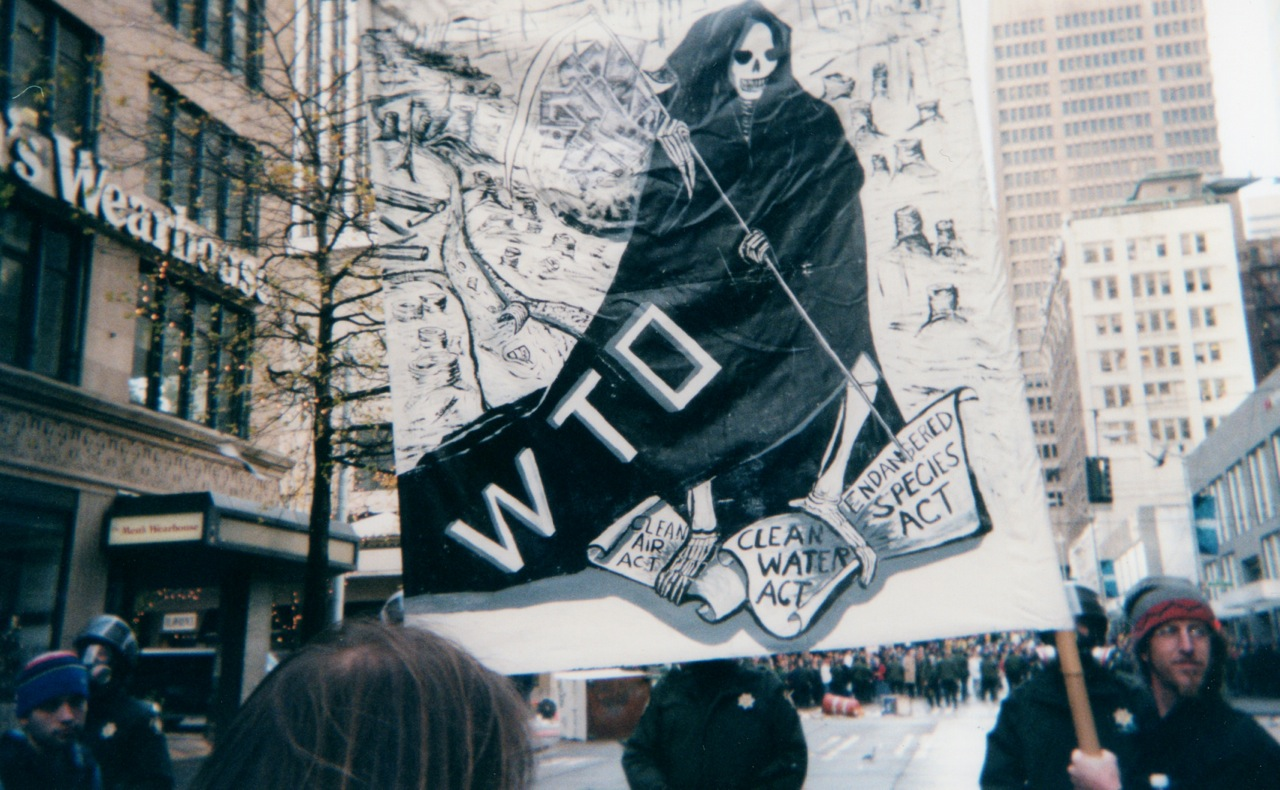
Manifestantes carregam cartazes durante as manifestações contra o encontro da OMC em Seattle

Nas Américas, o anarquismo foi significativamente marcado pelo movimento antiglobalização. Nos Estados Unidos, os protestos contra o encontro da OMC em Seattle destacam-se como um dos mais significativos eventos com participação anarquista durante o movimento antiglobalização, que nos EUA contou com a participação de estudantes, ativistas e sindicatos como a IWW. Também destacam-se a criação de novas organizações anarquistas, como a CrimethInc em 1996 e a Common Struggle em 2000; além participação dos anarquistas no movimento Occupy Wall Street em 2011. Em Cuba, destaca-se as atividades do Movimento Libertario Cubano (MLC) — com presença clandestina em Cuba, e pública na Espanha, França, México e Venezuela —, o qual investiu na ciração do Grupo de Apoyo a los Libertarios y al Sindicalismo Independiente en Cuba, que passou a publicar o periódico Cuba Libertaria.

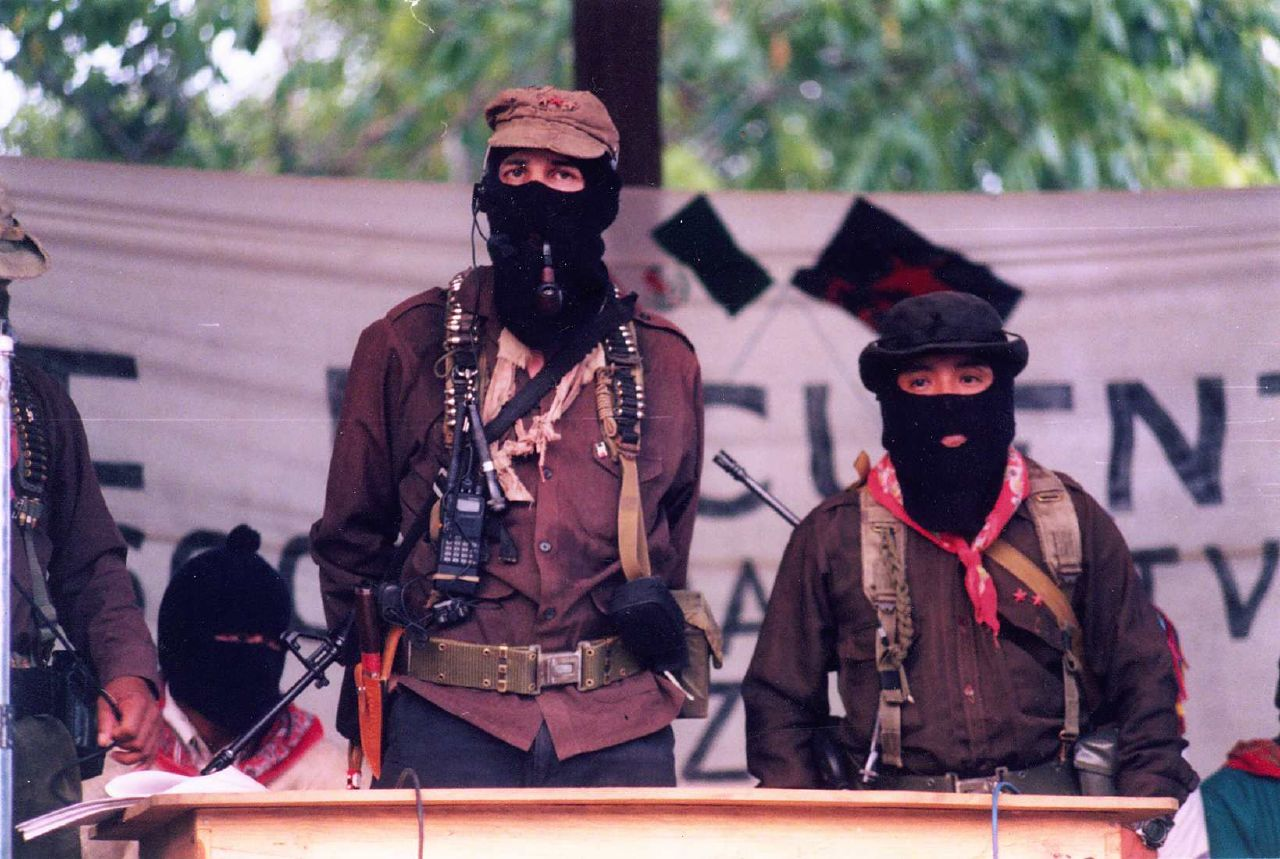
Subcomandante Marcos, líder do EZLN, organização que liderou o levante em Chiapas em 1994

No México, realizou-se, em 1991, a primeira Convenção Nacional Anarquista e, com o levante zapatista de 1994 em Chiapas, formaram-se grupos anarquistas de apoio aos zapatistas, como a Unión Libertaria Autogestionada (ULA), o Consejo Indígena Popular de Oaxaca - Ricardo Flores Magón (CIPO - RFM) e a Alianza Magonista Zapatista (AMZ). Os anarquistas mexicanos também participaram da rebelião de Oaxaca em 2006, onde, a partir de uma greve de 70 mil professores, articulou desde trabalhadores sindicalizados, camponeses e estudantes na luta contra o governo de Ulises Ruiz Ortiz, estabelecendo a Asamblea Popular de los Pueblos de Oaxaca (APPO), que tomou prédios públicos, estabeleceu organizações de mulheres, como a Comisión de Mujeres de Oaxaca, tomou rápidos e televisões e terminou sendo duramente reprimida pelo governo.
Na região sul do continente, destaca-se a influência da FAU na difusão do especifismo, auxiliando no estabelecimento de organizações anarquistas em outros países, como no Brasil, com a Federação Anarquista Gaúcha (FAG) e a Federação Anarquista do Rio de Janeiro (FARJ), as quais se articularam no Fórum do Anarquismo Organizado (FAO) e fundaram, juntamente com outras organizações, a Coordenação Anarquista Brasileira (CAB), em um congresso com a presença de organizações de 10 estados e mais de 70 delegados. Essa tendência de organizações adeptas do especifismo também se desenvolveu no Chile, a partir do Congreso de Unificación Anarco-Comunista (CUAC), que fundou a Organización Socialista Libertaria (OSL), e que teve impacto posterior na articulação da Federación Comunista Libertaria (FCL); na Argentina, o processo que culminou na fundação da Organización Socialista Libertaria (OSL) também foi relevante, a qual teve participação nas mobilizações de 2001, que levaram milhares de trabalhadores às ruas sob o lema "Que se vayan todos!", em resposta à crise econômica que assolava o país. Essas organizações vêm tendo participação relevante, ainda que na maioria dos casos minoritária, em movimentos sociais do continente, dentre os quais se encontram sindicatos, associações comunitárias e de bairro, movimentos ruais, de estudantes, desempregados, sem-teto, sem-terra e outros; dentre as grandes mobilizações ocorridas na América do Sul que contaram com participação anarquista relevante, além das manifestações de 2001 na Argentina, destacam-se as mobilizações estudantis em 2006 no Chile, as manifestações de 2013 e os protestos contra a Copa do Mundo FIFA de 2014 no Brasil. Uma tradição insurrecionalista, embora minoritária, também tem ganhado destaque em alguns episódios, em especial no Chile, com o "Caso Bombas", no qual foram investigados atentados levados a cabo por anarquistas no país entre 2005 e 2010.
Na África, destacam-se, o protagonismo de uma seção da IWW, no início da década de 1990, em Serra Leoa, com mais de 3 mil trabalhadores das minas de diamantes, que tiveram participação em diversas lutas, assim como o processo organizativo organizativo originado na década de 1990, e que culminou com a criação, na África do Sul, da Zabalaza Anarchist Communist Front (ZACF), em 2003; também na África do Sul, destaca-se a participação de sindicalistas revolucionários no Congresso Sul-Africano de Sindicatos (COSATU). Surgiram, ainda nesse período, outras iniciativas na Nigéria, com a Awareness League; na Zâmbia, com o Anarchist Workers' and Students Group (ASWG); no Quênia, com o coletivo Wiyathi, dentro da Anti-Capitalist Convergence of Kenya (ACCK); além de círculos anarquistas mantidos na Argélia, Egito e Marrocos. Os anarquistas também tiveram participação significativa na chamada Primavera Árabe.
Na Ásia, há poquíssimas referências contemporâneas. Podem-se mencionar, no Japão, a organização anarcossindicalista Workers Solidarity (RR), de 1992, que foi constituída por uma cisão da RRU, mas que logo abandonou o anarquismo; o surgimento do Anarchist Revolutionary Project (ARP), as atividades da Anarchist Federation e a participação dos anarquistas na Anti-Capitalist Action (ACA), em 2002. Nas Filipinas, foi fundada a Local Anarchist Network (LAN); na China, socialistas libertários constituíram, em 1993, uma corrente da Associação de Estudantes Asiáticos de Hong Kong, além do Autonomous Beijing Group.
Na Oceania, a Anarcho-Syndicalist Federation (ASF) teve participação relevante na mobilização dos ferroviários de Melbourne, na Austrália, em 1990; em 2000, a ASF foi refundada com o nome Anarcho-Syndicalist Network (ASN). Na Nova Zelândia, os anarquistas participam do Unite Union, um sindicato local que possui atuação no setor de serviços.